# 1990-talet

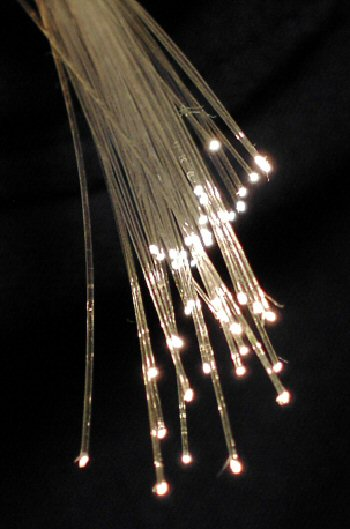
Utbyggnaden av Internet vid 1990-talets slut ledde till IT-bubblan i början av 2000-talet.

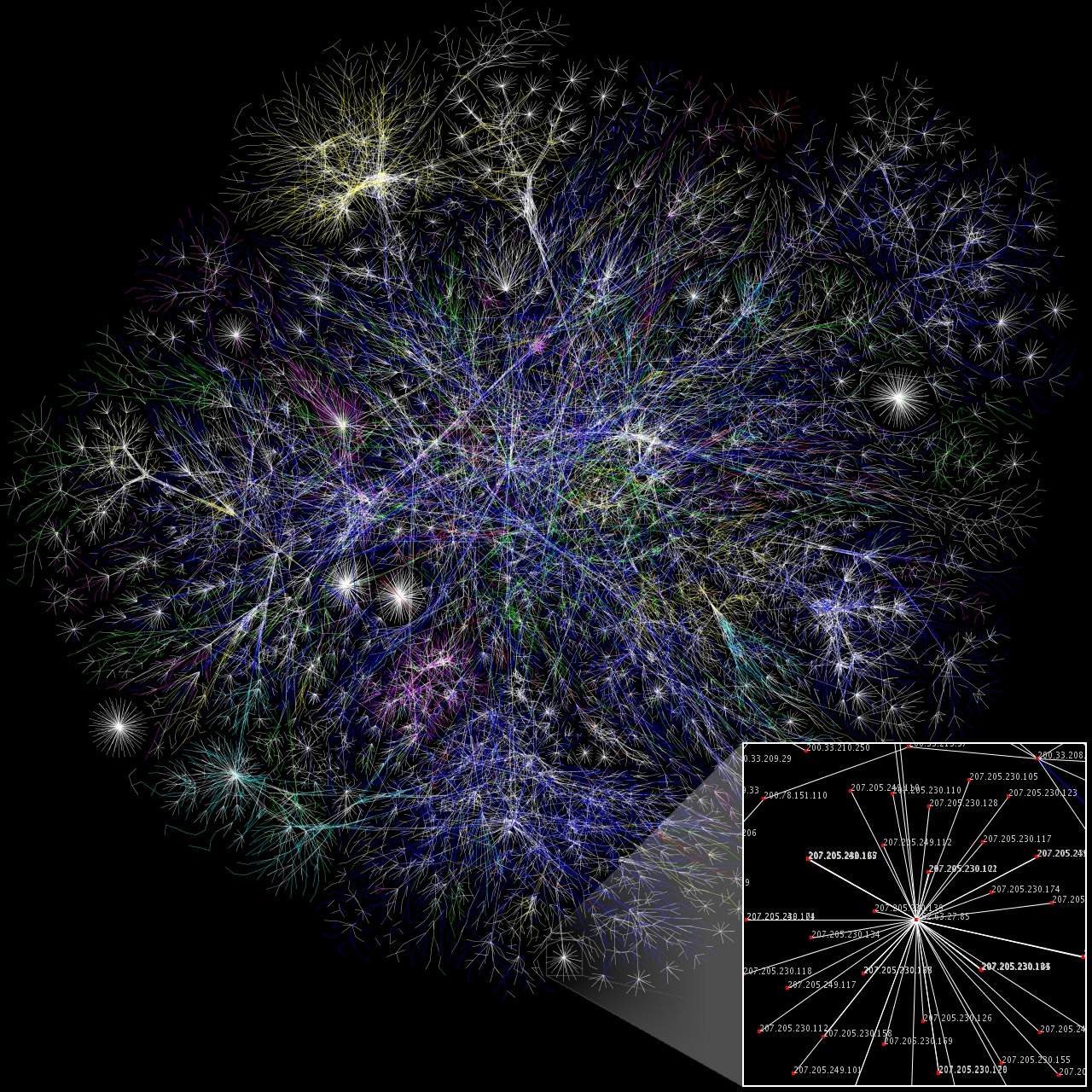
Under 1990-talet utvecklades Internet, och blev "var mans egendom" under decenniets andra hälft.

1990-talet, eller i vardagligt tal 90-talet, är ett årtionde inom den kristna tideräkningen mellan 1 januari 1990 och 31 december 1999. Det talas ibland om Det långa 90-talet, som började med att Berlinmuren revs under natten mot den 10 november 1989 och det Kalla kriget tog slut och slutade med terrorattacken mot World Trade Center i New York den 11 september 2001. Denna syn är särskilt tydlig i internationell och amerikansk samtidshistoria. (Se även "Det långa 1800-talet" och "Det korta 1900-talet").
Årtiondet medförde en snabb spridning av ekonomisk globalisering och den så kallade "digitala revolutionen". Dessa tog fart efter kalla kriget och ledde till en kraftig förändring av levnadsstandarden. Den digitala revolutionen innebar att  internet och satelliter kunde göra hela världen till en enda global marknadsplats. Företag som till exempel McDonald's, Nike, Microsoft och Disney knöt samman 1990-talet. 
Stora multinationella företag stod för hälften av all världens handel på 1990-talet vilket ledde till en högkonjunktur i slutet av årtiondet.

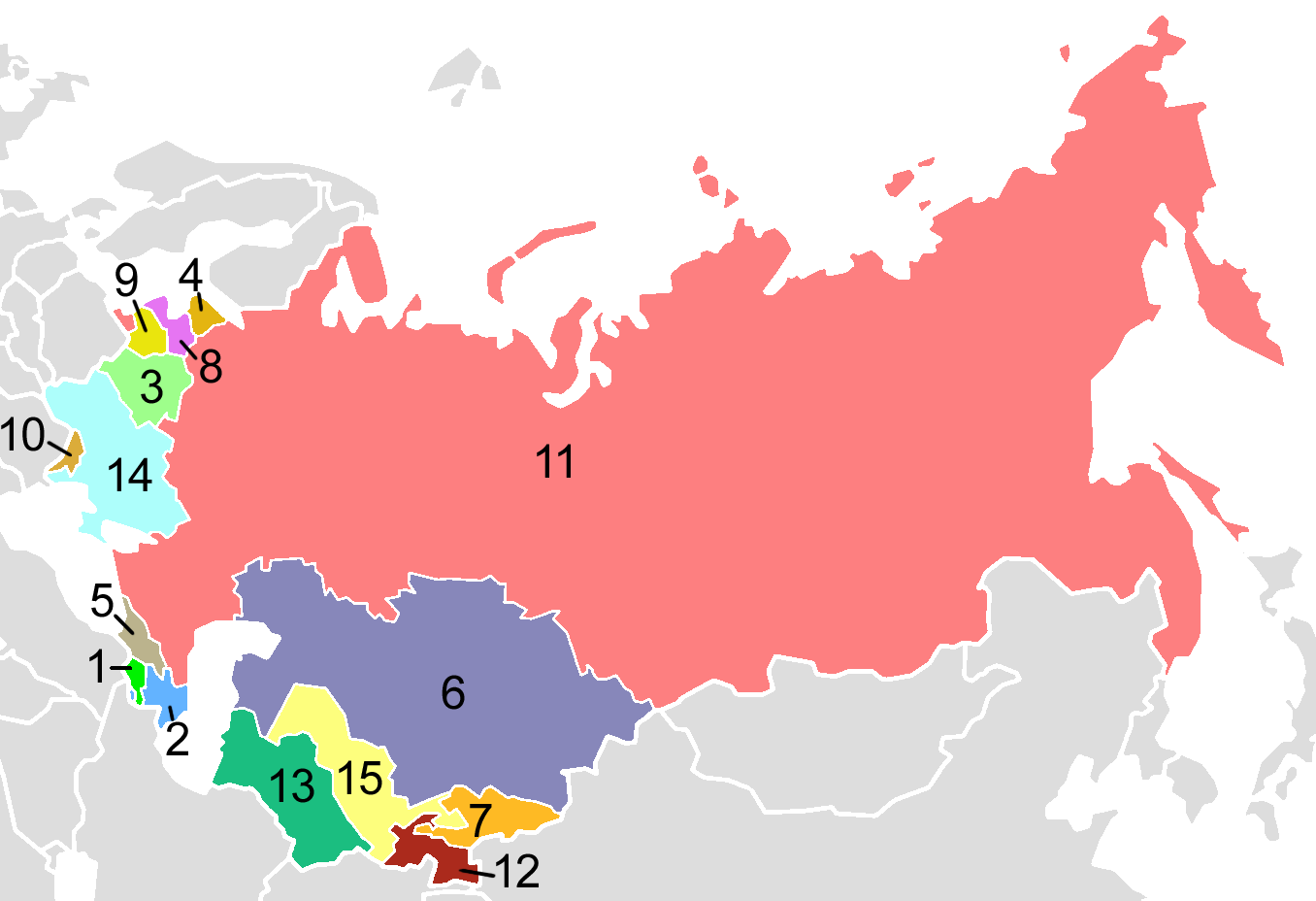
1991 upplöstes Sovjetunionen.

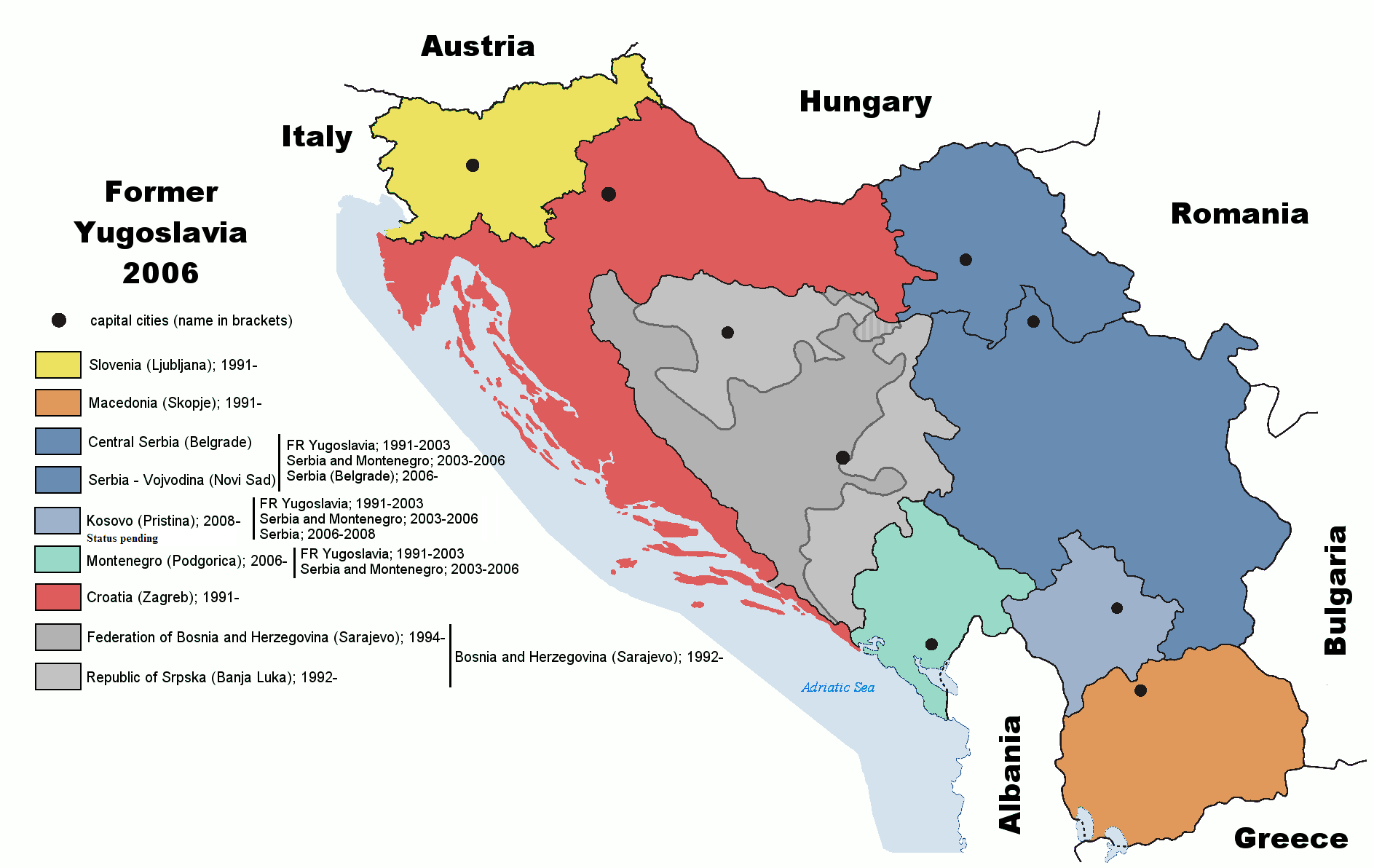
Jugoslavien föll samman i etapper mellan 1991 och 2006.

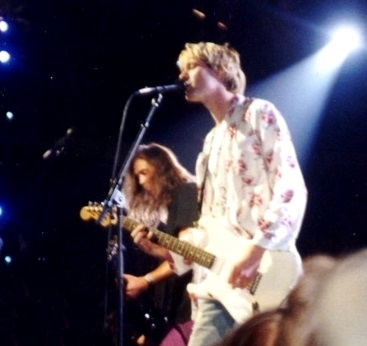
Grungemusiken slog igenom med rockbandet Nirvana 1991.

På Balkan utbröt stora oroligheter, då en etnisk nationalism växte fram, som i många fall var oerhört extrem. I Jugoslavien förekom massmord och koncentrationsläger, som till exempel vid Srebrenicamassakern. Natobombningar i Serbien i samband med Kosovokriget 1999 satte punkt för Balkankrigen. (Se jugoslaviska krigen). Folkmordet i Rwanda 1994 var ett annat uttryck för etnisk nationalism och etnisk rensning.
En kraftig ökning av dödsskjutningar på skolor började.
De ekonomiska konjunkturerna i västvärlden präglades av återhämtning och tillväxt från lågkonjunkturen i början av årtiondet, samt nya rekord på börserna. I början av årtiondet blev satellit-TV vanligt, och videobandspelare var snart inte längre någon sensation. Datorer och Internet slog igenom under slutet av årtiondet och stora mängder av IT-bolag grundades, vilket ledde till IT-bubblan.
På musiksidan var grunge, hiphop och techno populärt i början av årtiondet. Under slutet av årtiondet var Trance och House mycket populärt. Även Gangstarap och Hardcore var populärt, och en datorspelskultur växte fram. Inom astronomin lyckades man för första gången upptäcka planeter som kretsar runt andra stjärnor än solen.
Byggstilen var i slutet av 1990-talet ofta med stål och glas. Exempel på 1990-talsbyggnader i stål och glas:
- Burj Al Arab
- Hongkongs internationella flygplats

En person född på 1990-talet kallas nittiotalist.

## Händelser

### Större händelser
- 3 oktober 1990 – Öst- och Västtyskland återförenas och bildar om Tyskland på nytt.
- 25 juni 1991 – Kroatien och Slovenien förklarar sig självständiga, och inbördeskrig utbryter i Jugoslavien.
- 6 augusti 1991 – Den första webbplatsen någonsin skapas på Internet.
- 26 december 1991 - Sovjetunionen upphör att existera som stat.
- 1994 – Folkmordet i Rwanda.
- 9 maj 1994 – Nelson Mandela blir Sydafrikas första svarta president.
- 28 september 1994 – Estlines passagerarfärja M/S Estonia förliser i hårt väder på Östersjön.
- 14 december 1995 – Daytonavtalet gör slut på kriget i före detta Jugoslavien.
- 23 februari 1997 – Världens första klonade får Dolly, visas upp av skotska forskare.
- 31 augusti 1997 – Prinsessan Diana, exhustru till prins Charles, omkommer i en bilolycka i Paris.
- 19 december 1997 - Filmen Titanic har premiär på biograferna.
- 10 april 1998 - Det så kallade Långfredagsavtalet, gällande Nordirland, sluts.

### År1990
- 8 januari – Lutande tornet i Pisa stängs för första gången på 800 år då det anses luta för mycket.
- 31 januari – McDonald's öppnar sin första restaurang i Moskva.
- 8 februari – Sveriges finansminister Feldt lägger fram ett bistert krisprogram som kritiseras från de flesta håll, vilket leder till svenska regeringens avgång. Det innehåller löne-, pris-, hyres- och kommunalskattestopp samt strejkförbud.
- 11 februari – Nelson Mandela friges efter 27 år i fängelse och möts av jublande folkmassor i Kapstaden.
- 27 februari - Ingvar Carlsson väljs till ny statsminister i Sverige sedan Carl Bildt avböjt, och bildar en ny regering. Allan Larsson blir ny finansminister och Erik Åsbrink blir budgetminister.
- 18 mars – Den borgerliga alliansen vinner det första fria parlamentsvalet i Östtyskland, som därmed säger ja till marknadsekonomi och snabb återförening med Västtyskland.
- 7 april – En troligen anlagd brand utbryter ombord på färjan M/S Scandinavian Star utanför Bohusläns kust under färd från Oslo till Frederikshavn, varvid 158 människor omkommer.
- 8 april – Miklós Némeths reformkommunistiska regering röstas bort då Ungern för första gången sedan 1945 har fria val.

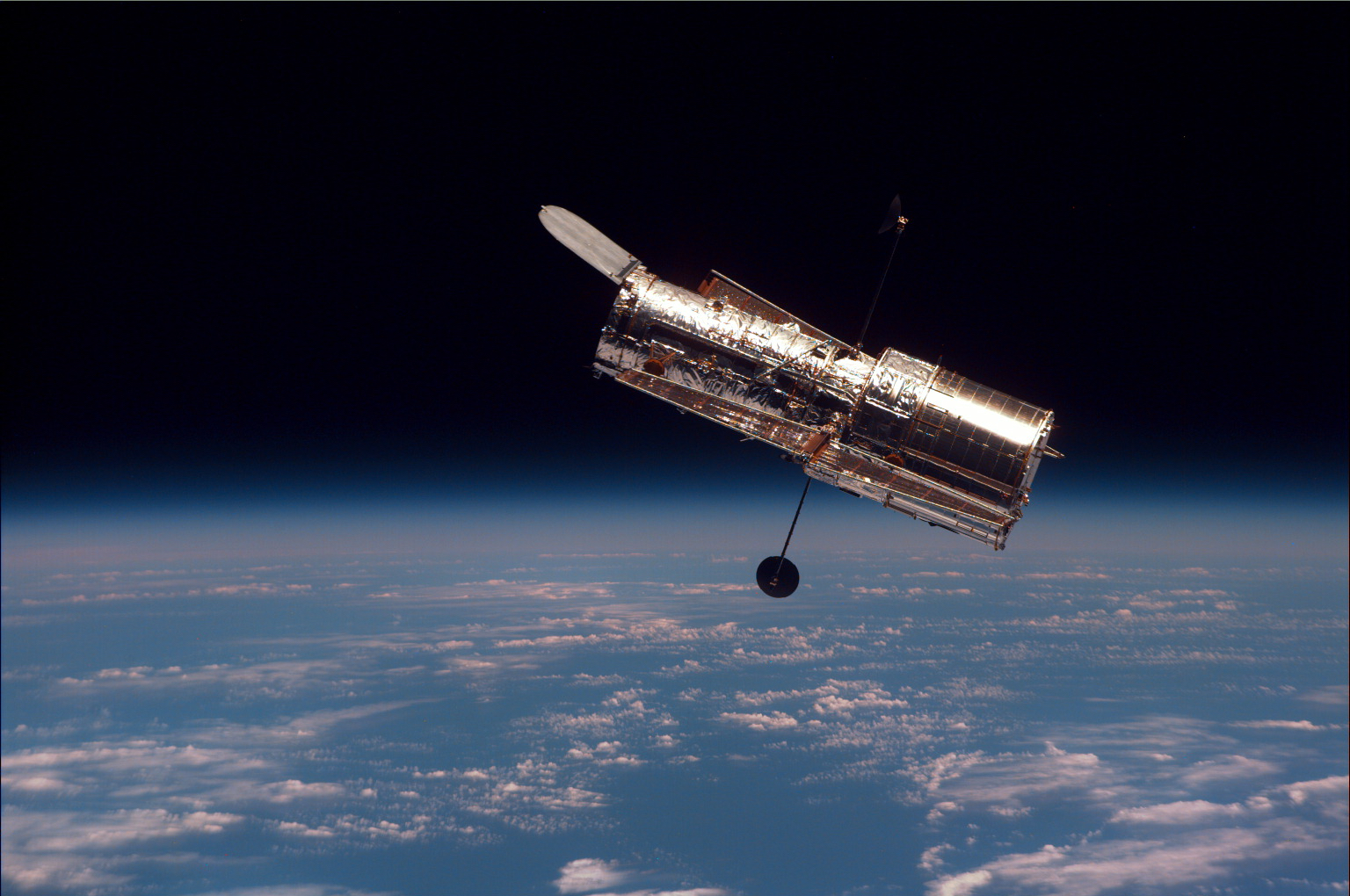
Rymdteleskopet Hubble.

- 24 april – Rymdteleskopet Hubble skjuts iväg i omloppsbana runt jorden från rymdfärjan Discovery/STS-31.
- 26 maj – Vänsterpartiet Kommunisterna (VPK) byter namn till Vänsterpartiet (V).
- 29 maj – Boris Jeltsin vinner presidentvalet i Ryska SSR, Sovjetunionen
- 30 maj – Michail Gorbatjov och George Bush undertecknar START-avtalet om förstörande av strategiska kärnvapen.
- 18 juni – Schengenavtalet mellan Frankrike, Västtyskland, Belgien, Nederländerna och Luxemburg om passfrihet mellan länderna undertecknas.
- 1 juli - Valutaunionen mellan Västtyskland och Östtyskland träder i kraft och gör D-mark till östtysk valuta, vilket är ett steg på vägen mot återförening.
- 8 juli - Västtyskland vinner VM-finalen i fotboll mot Argentina med 1-0 på Olympiastadion i Rom.
- 2 augusti – Irak invaderar Kuwait. FN kräver at Irak drar tillbaka sina soldater. USA, Storbritannien, Sovjetunionen och Egypten skickar krigsfartyg till Persiska viken.

Tyskland åter ett.

- 3 oktober – Öst- och Västtyskland återförenas och bildar om Tyskland på nytt, när Brandenburg, Mecklenburg-Vorpommern, Sachsen, Sachsen-Anhalt och Thüringen uppgår i Förbundsrepubliken Tyskland. Östberlin och Västberlin återförenas.

### År1991
- Antalet nya cancerfall i Sverige minskar för första gången på 30 år.

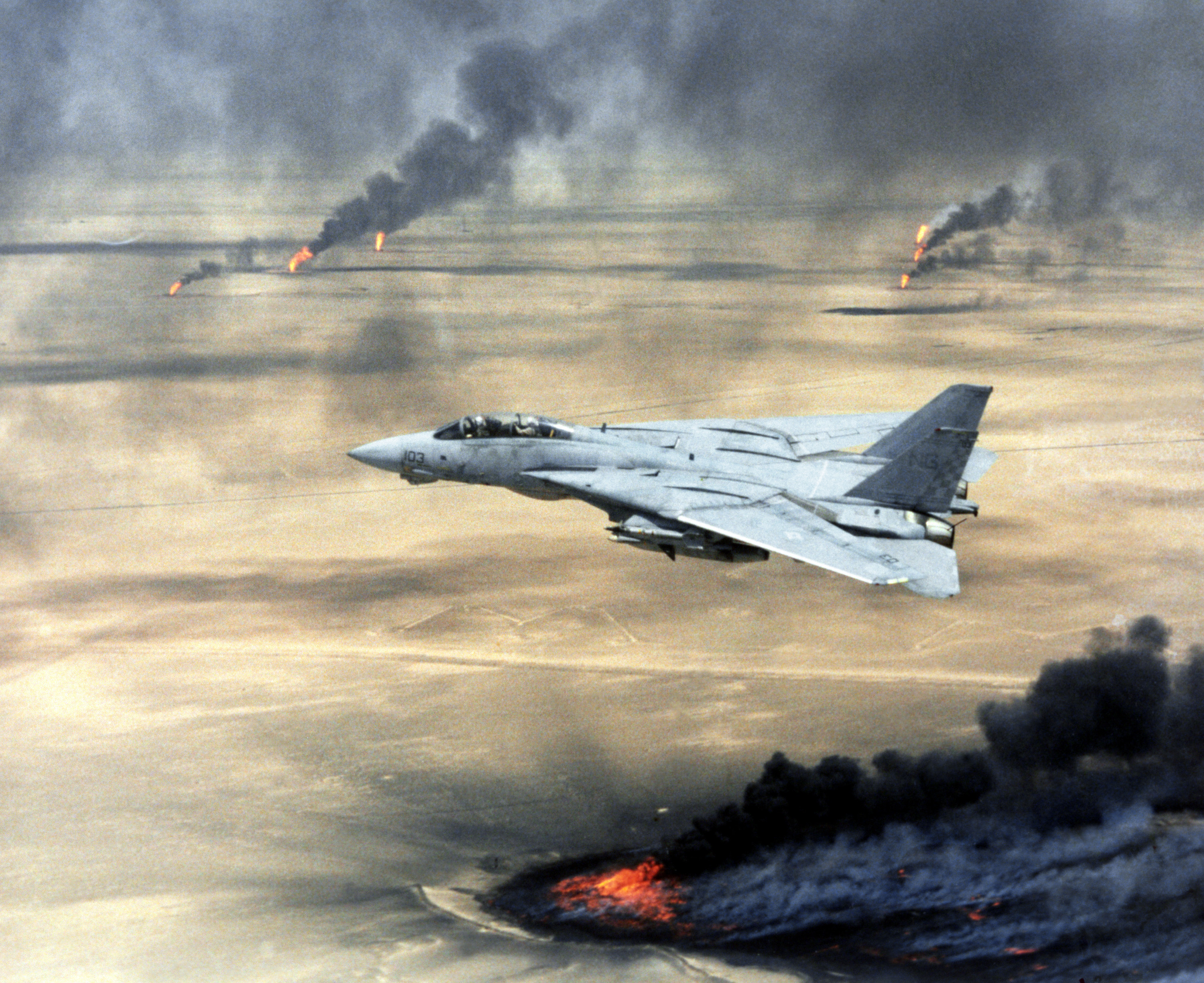
Gulfkriget.

- 17 januari - Kuwaitkriget: Operation Desert Storm startar då USA-ledda flygstridskrafter anfaller Irak. Irak har tidigare ignorerat FN:s uppsatta deadline den 15 januari för irakisk reträtt från det ockuperade Kuwait (kriget inleds 17 januari enligt Mellanöstern- och europeisk tid, 16 januari enligt amerikansk tid). Iraks flygvapen slås ut.
- 26 februari – Tim Berners-Lee lanserar World Wide Web.
- 25 juni – Kroatien och Slovenien förklarar sig självständiga, och inbördeskrig utbryter i Jugoslavien. Jugoslaviens armé går till anfall och strider utbryter i Slovenien. Kroatien mobiliserar, och tusentals serber flyr därifrån.
- 1 juli - Warszawapakten upplöses.
- 6 augusti – Den första webbplatsen någonsin skapas på Internet.
- Augusti fram till slutet på året. Alla f.d. Sovjetländerna förklarar sig självständigt.
- 15 september – I det svenska riksdagsvalet går Moderaterna fram tillsammans med Kristdemokraterna och Ny demokrati. Nybildade Ny Demokrati blir vågmästare, medan Miljöpartiet åker ur riksdagen. De borgerliga får totalt 170 mandat, socialisterna 154. Ny Demokrati får 6,7 % av rösterna, och 25 mandat.
- 24 september – Nirvana slår igenom, då de släpper albumet Nevermind, som blir ett av de mest kända och framgångsrika albumet någonsin. Låten Smells Like Teen Spirit är med på albumet och blir symbolen för generation X. Detta är även början på en stor tid för rockstilen grunge.
- 26 december - Sovjetunionen upphör att existera som stat.

### År1992
- 1 januari - Sovjetunionen upplöses officiellt.
- 2 mars - TV4 börjar sända.
- 12 mars – En 55 ton tung spårvagn, utan fungerande bromsar, skenar nerför Aschebergsgatan i Göteborg och dödar 13 och skadar 29 personer.
- 7 april – Då EG-medlemsstaterna erkänt Bosnien Hercegovina som självständig stat inleder den jugoslaviska centralregeringen i Belgrad ett väpnat angrepp.
- 29 april – Våldsamma upplopp rasar i Los Angeles och andra städer rasar då en helvit jury friat poliserna som misshandlade svarte Rodney King.
- 17 juni – Lasermannen, som med skjutvapen med lasersikte dödat en och skadat flera andra invandrare, grips efter ett bankrån.
- 3 november – Demokraten Bill Clinton besegrar republikanen George H.W. Bush och den politiske vilden Ross Perot vid presidentvalet i USA.

### År1993

Staten Tjeckoslovakien upphör

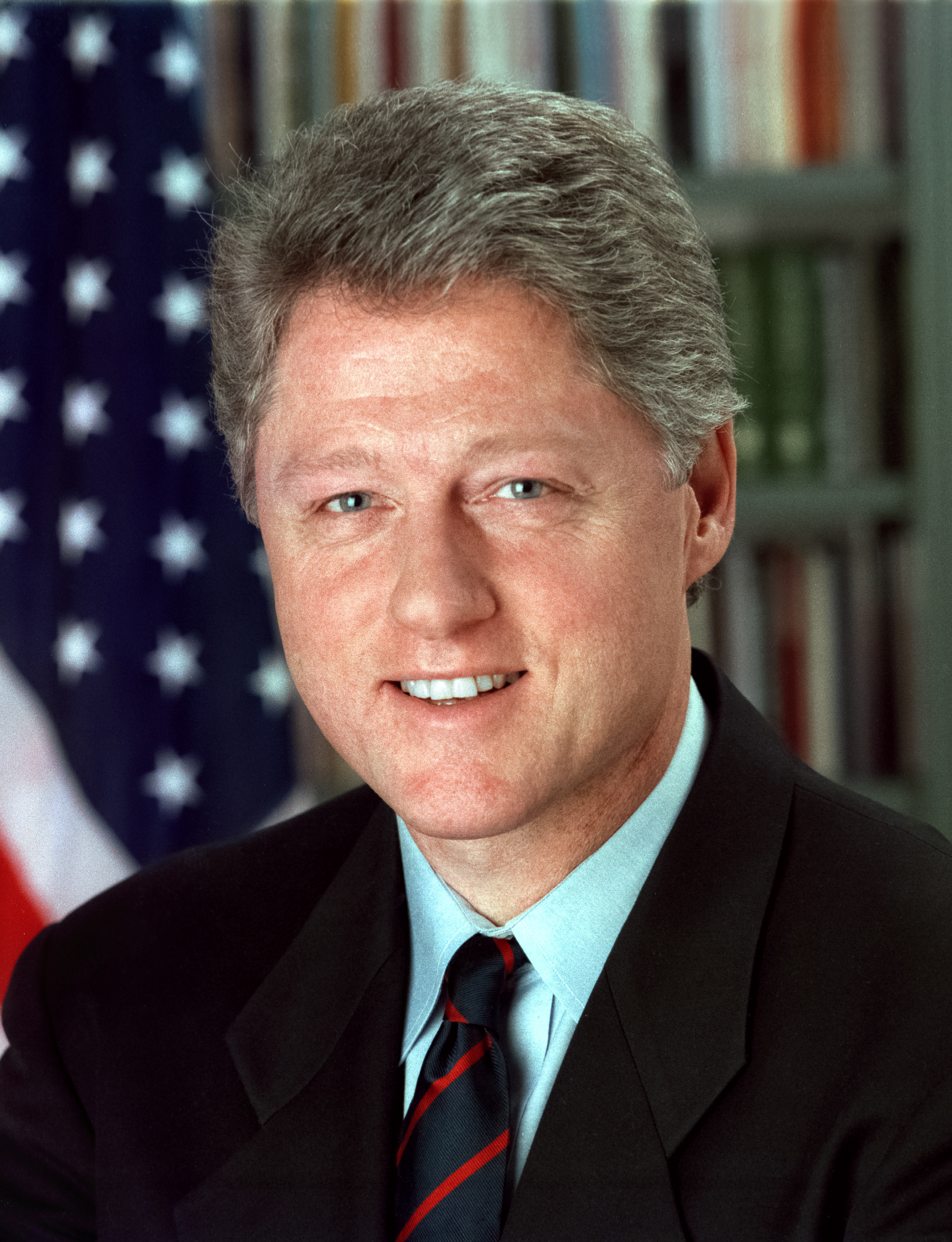
Bill Clinton, USA:s president 1993–2001.

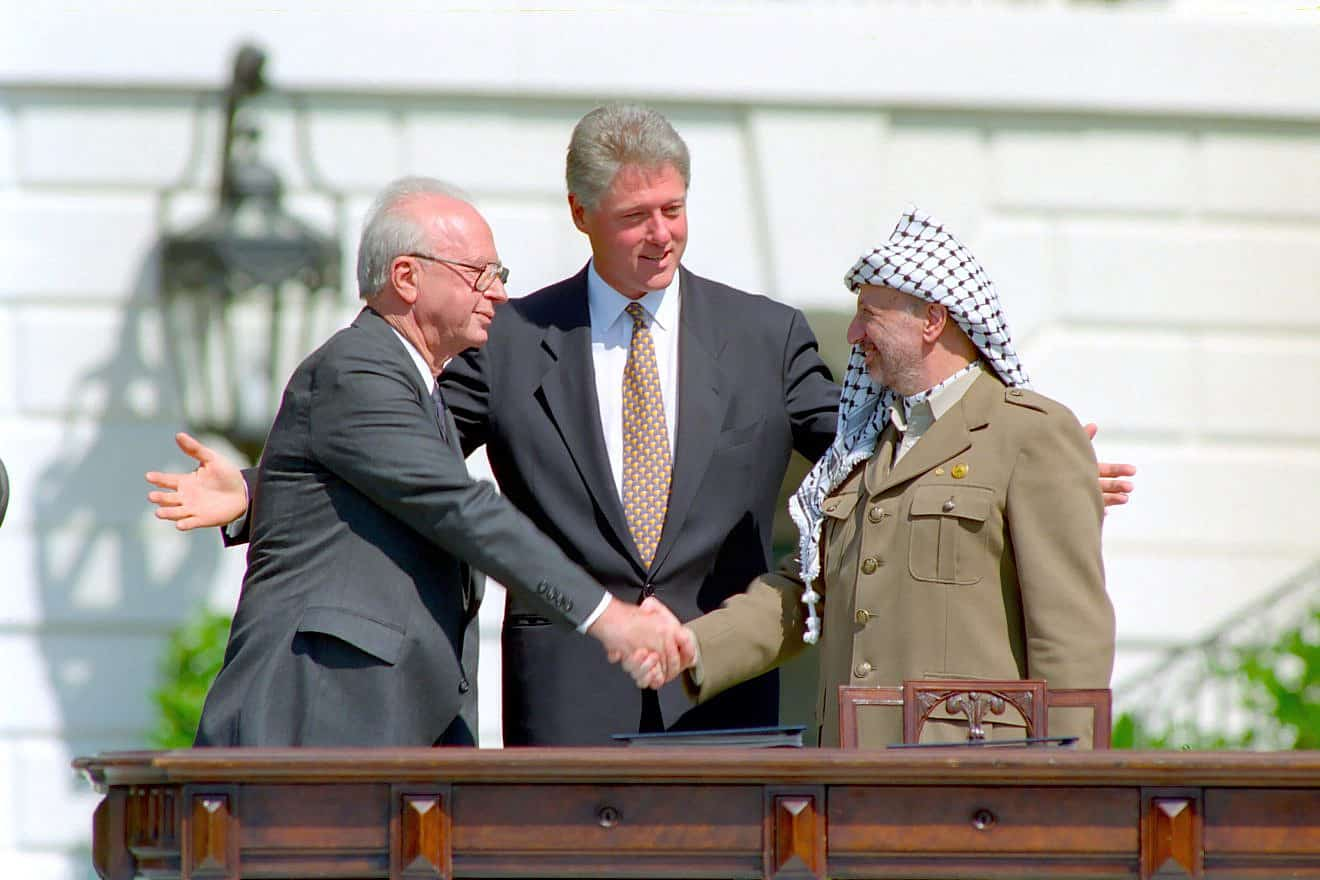
Osloprocessen

- 1 januari - Tjeckoslovakien delas upp i Tjeckien och Slovakien.
- 26 februari – En explosion i garaget under World Trade Center i New York sliter upp ett 30 meter stort hål genom fyra våningar av betong. Sex personer dödas och tusentals skadas.
- 19 april – 86 personer dödas då David Koresh-sektens högkvarter i Waco, Texas fattar eld då FBI skjuter tårgas för att få ut medlemmarna.
- 25 augusti – Sametinget håller sitt första möte. Tinget skall "bevaka frågor som rör samisk kultur i Sverige".
- 13 september - Ett avtal om att ge palestinierna i Gaza och Jeriko självstyre.
- 1 november – Maastrichtavtalet träder i kraft och EG ombildas till EU. Passtvånget avskaffas för medborgare inom alla länder som är anslutna.
- 22 december – Sydafrikas parlament avskaffar apartheid.
- 30 december – Vatikanstaten erkänner Israel.

### År1994

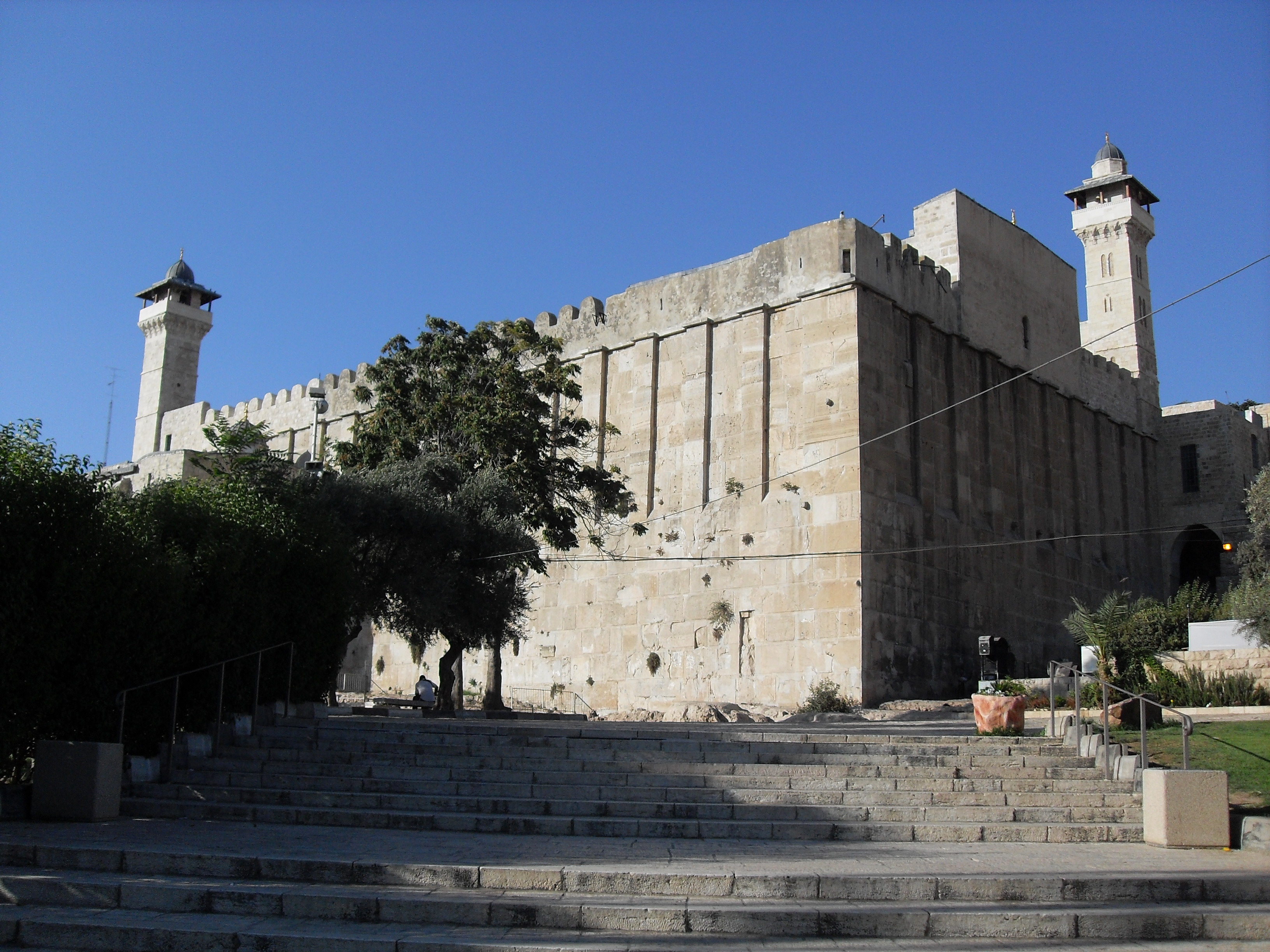
Hebronmassakern

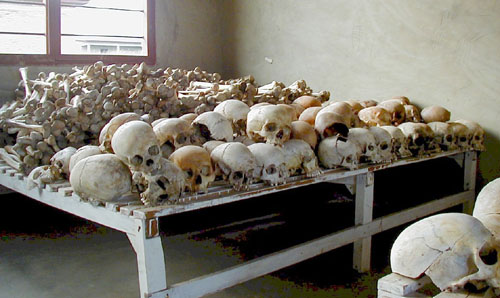
Folkmordet i Rwanda.

- 17 januari – Ett jordskalv inträffar i ett ytterområde till Los Angeles (ca 30 km nordväst om centrum, i orten Northridge) med en magnitud av 6,7 på Richterskalan. 57 människor omkommer och materiella skador uppstår till ett värde av ca 12 miljarder USD (18 miljarder USD i 2003 års penningvärde) och är därmed den kostsammaste jordbävningen i USA.
- 25 februari – En israelisk bosättare i arméuniform skjuter ihjäl 54 personer i en moské i Hebron på Västbanken.
- 6 april – Rwandas president, Juvénal Habyarimana, och Burundis president är på väg till Rwanda från fredsöverläggningar när flygplanet de färdas i blir nedskjutet över Kigalis flygplats. Detta blir startskottet för folkmordet i Rwanda. 100 000-tals människor mördas, och utlänningar evakueras.
- 1 juni – Sveriges riksdag beslutar att införa så kallad "pappamånad" i den svenska föräldraförsäkringen, vilket innebär att alla pappor måste vara hemma med sina småbarn minst en månad, annars dras föräldrapenningen in. Dessutom införs ett vårdnadsbidrag för alla svenska barn mellan 1 och 3 år, som endast delvis eller inte alls tas omhand av den offentliga barnomsorgen.
- 6 maj – Kanaltunneln under Engelska kanalen invigs.
- 9 maj – Nelson Mandela blir Sydafrikas första svarta president.
- 17 juli – Brasilien vinner VM-finalen i fotboll i USA, i finalen ger man Italien stryk på straffsparkar med 3-2 efter 0-0 i ordinarie speltid och förlängning.
- 18 september – I det svenska riksdagsvalet får socialdemokraterna 45,3 % av rösterna och har tillsammans med vänsterpartiet majoritet. Ny demokrati får 1,2 % av rösterna och förlorar sina mandat medan Miljöpartiet kommer tillbaka med 5 % av rösterna.
- 28 september – Estlines passagerarfärja M/S Estonia förliser i hårt väder på Östersjön efter en kraftig slagsida, och sjunker till botten söder om Finska Utö i Ålands hav, varvid 852 människor drunknar medan 137 överlever. Olyckan är den dittills största med fartyg på Östersjön i fredstid. Av de omkomna är 501 svenskar.
- 13 november – Svenskarna röstar i en folkomröstning ja till svenskt EU-medlemskap, där det uppmärksammas att ja-sidan har starkare resurser i argumentationen. Ja vinner med 52,3 % mot 46,8 % nej.
- 4 december – Tre unga kvinnor och en manlig dörrvakt dödas då en kriminellt belastad 25-åring, påhejad av två medbrottslingar, skjuter med ett stulet automatvapen vid Sturecompagniets entré, efter att tidigare under natten ha nekats att få komma in. Cirka 20 personer skadas.
- 9 december – Rysslands president Boris Jeltsin ger Rysslands regering fullmakt att använda våld i Tjetjenien.

### År1995
- 1 januari

EU utökades med Finland, Sverige och Österrike år 1995.

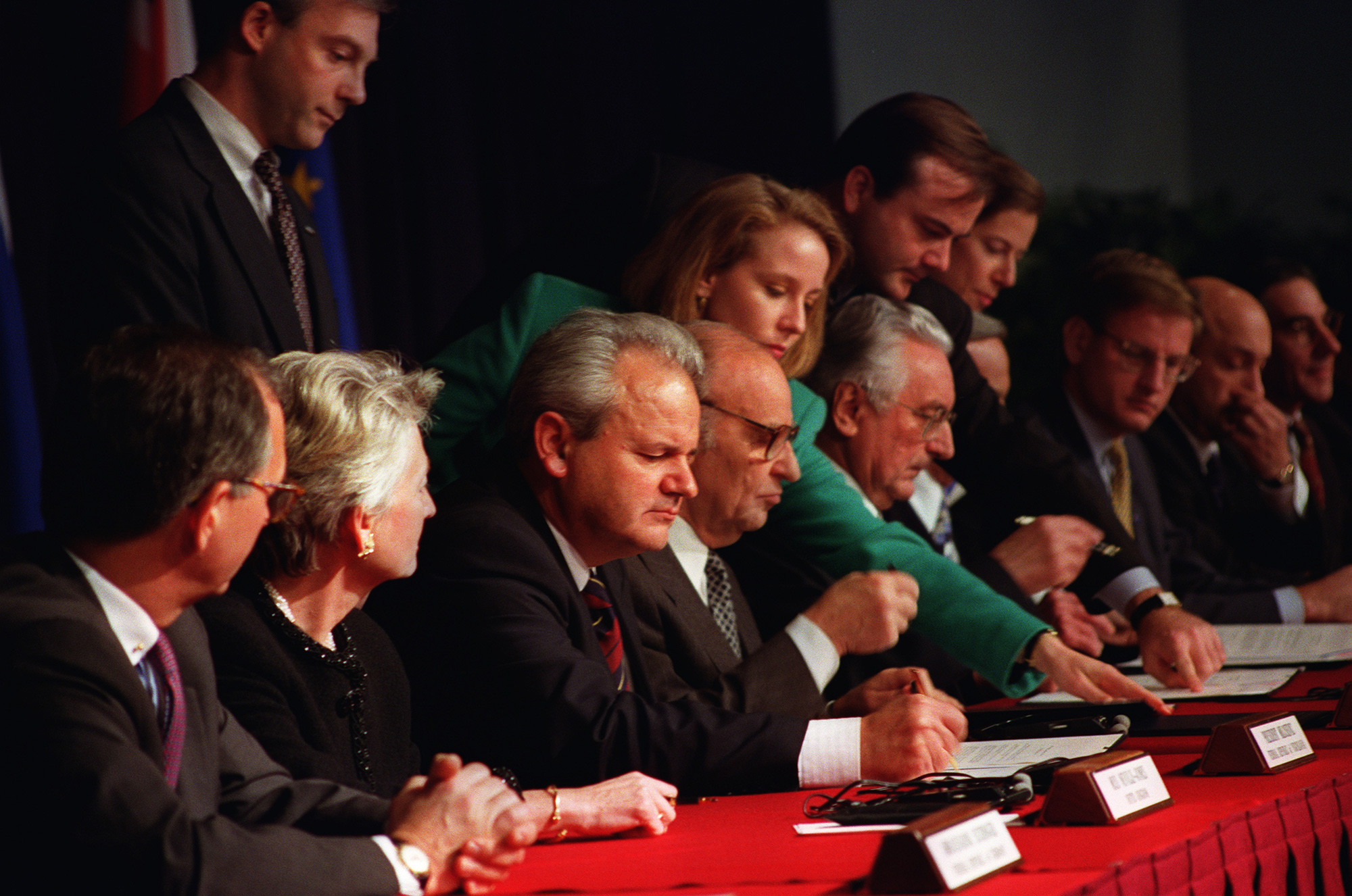
Daytonavtalet.

  - Finland, Sverige och Österrike blir medlemmar av EU, som därmed har 15 medlemsstater.
  - Sverige tillåter att homosexuella ingår partnerskap
- 17 januari – Ett jordskalv inträffar i den japanska staden Kobe. Skalvet mäter 7,3 på Richterskalan, 6433 personer omkommer och det blir stora materiella skador.
- 20 mars – 12 personer dödas och 2 000 skadas då en så kallad domedagssekt vid namn Aum Shinrikyo släpper ut giftgasen sarin i Tokyos tunnelbana.
- 19 april – 168 personer dödas när en bilbomb exploderar och förstör Alfred P. Murrah Federal Building i Oklahoma City, USA.
- 11 juli – Bosnienserbiska armén (BSA) intar den av FN skyddade staden Srebrenica i östra Bosnien och avrättar 8000 bosniska muslimer.
- 4 augusti – Kroatien inleder Operation Storm för att driva ut de sista serbiska trupperna ut ur landet. Operationen förstör nästan all serbisk krigskapacitet.
- 24 augusti – Windows 95 lanseras av Microsoft.
- Oktober – Webb-TV lanseras av Web TV Networks Incorporation tillsammans med Philips Magnavox.
- 18 oktober – Bygget av Öresundsbron inleds.
- 4 november - Israels premiärminister Yitzhak Rabin mördas.
- 14 december - Daytonavtalet, som gör slut på kriget i före detta Jugoslavien, undertecknas i Paris av Bosniens, Kroatiens och Serbiens presidenter.

### År1996
- 50 ton narkotika beslagtas i Ryssland.
- 14 ungdomar dör av ecstasy i Tyskland under årets nio första månader.

- 25 januari - Den sista avrättningen genom hängning utförs i USA.
- 22 mars - Ingvar Carlsson avgår som Sveriges statsminister och efterträds av Göran Persson.
- 27 maj – Vapenvila sluts i Tjetjenien.
- 27 juli – En bomb exploderar mitt under OS i Atlanta, USA, varvid två personer dödas och 111 skadas.
- 27 september – Talibanerna tar över makten i Afghanistan och utropar det s.k. Islamiska emiratet Afghanistan.
- 5 november – Sittande presidenten, demokraten Bill Clinton vinner presidentvalet i USA före republikanen Bob Dole och reformpartisten Ross Perot.

### År1997
- 1 januari - Sverige inför 18-årsgräns för inköp och införsel av tobaksvaror
- 14 januari – Israel återlämnar Hebron på Västbanken till palestinierna.
- 25 januari–15 april – Albanien drabbas av svåra kravaller och står på gränsen till inbördeskrig.
- 23 februari – Världens första klonade får Dolly, visas upp av skotska forskare.
- 1 juli - Storbritannien överlämnar Hongkong, med sex miljoner invånare, till Kina efter 156 år som brittisk besittning.
- 31 augusti – Prinsessan Diana, exhustru till prins Charles, omkommer i en bilolycka i Paris när bilen hon färdas i krossas mot en betongpelare. Även hennes nya kärlek, egyptiern Dodi Fayed, samt bilens förare dödas i olyckan, efter att de blivit jagade av fotografer.
- 2 oktober - Tunnelbygget genom Hallandsåsen blir en stor miljöskandal då det visat sig att tätningsmassan som använts för att stoppa grundvattnet läcker ut gift i bland annat närliggande Vadbäcken.
- 19 december - Filmen Titanic har premiär på biograferna. Filmen blir den mest framgångsrika hittills, då den drar in nära 2 miljarder dollar totalt.

### År1998

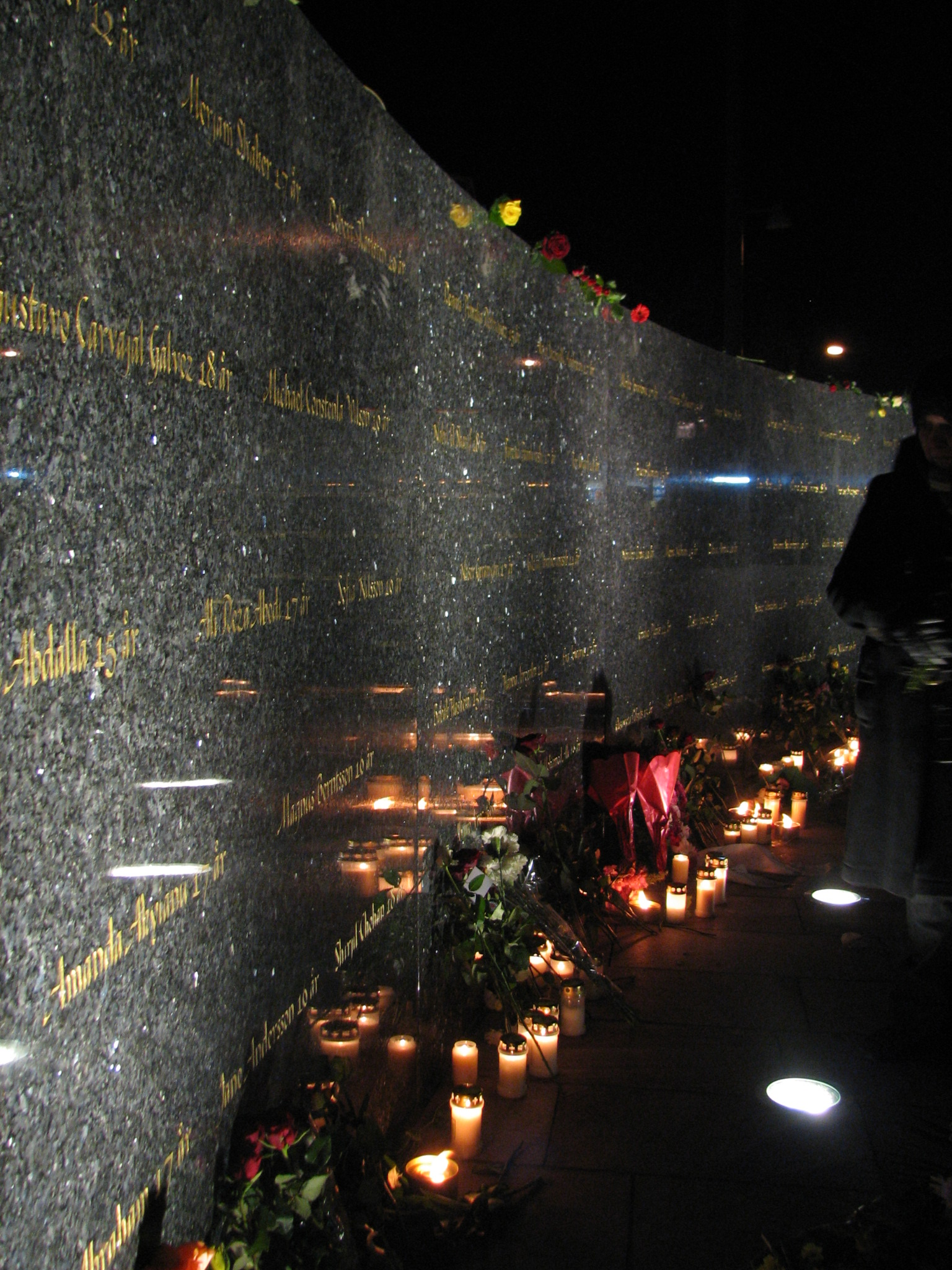
Diskoteksbranden i Göteborg

- 21 januari – USA:s president Bill Clinton avvisar anklagelser att han skall ha haft sexuella förbindelser med en ung praktikant i Vita huset, Monica Lewinsky, och därefter uppmanat henne att begå mened för att dölja det.
- 10 april - Det så kallade Långfredagsavtalet, gällande Nordirland, sluts.
- 20 augusti – USA flygbombar mål i Afghanistan och Sudan där man misstänker att Usama bin Ladin och hans gäng håller till, då dessa beskyllts för bombattentaten mot USA:s ambassader i Kenya och Tanzania den 7 augusti 1998.
- 20 september – I det svenska riksdagsvalet gör SAP sitt sämsta riksdagsval på länge, men behåller ändå regeringsmakten då huvudopponenten Moderata samlingspartiet bara ökar marginellt. Vänsterpartiet fördubblar sitt valresultat från 6,2 % i förra valet till 12 %, medan KD förbättrar valresultatet från 4,1 till 11,8 %. Valet är Sveriges första personval, valdeltagandet är dock det sämsta på 40 år med endast 81,4 %.
- 27 september - Internetsökmotorn Google startar.
- 30 oktober – 63 ungdomar omkommer och 213 skadas vid en explosionsartad brand i en festlokal vid Backaplan på Hisingen i Göteborg där 300 ungdomar, främst från Hammarkullen, Bergsjön och Angered deltar.
- 1 november – Orkanen Mitch vållar massdöd och stor materiell förödelse på de platser den drar fram, och läget är värst i Honduras, Nicaragua, Guatemala och Belize. 20 000 personer dödas, och 3 miljoner blir hemlösa.
- 16–23 december – Amerikanska och brittiska trupper bombar industrier i Irak kapabla att tillverka massförstörelsevapen efter att Irak har hindrat FN:s vapeninspektörer. Bombningarna följs av att USA och andra stater flera gånger de kommande månaderna slår till mot flygförbundszonerna i norra och södra Irak.

### År1999

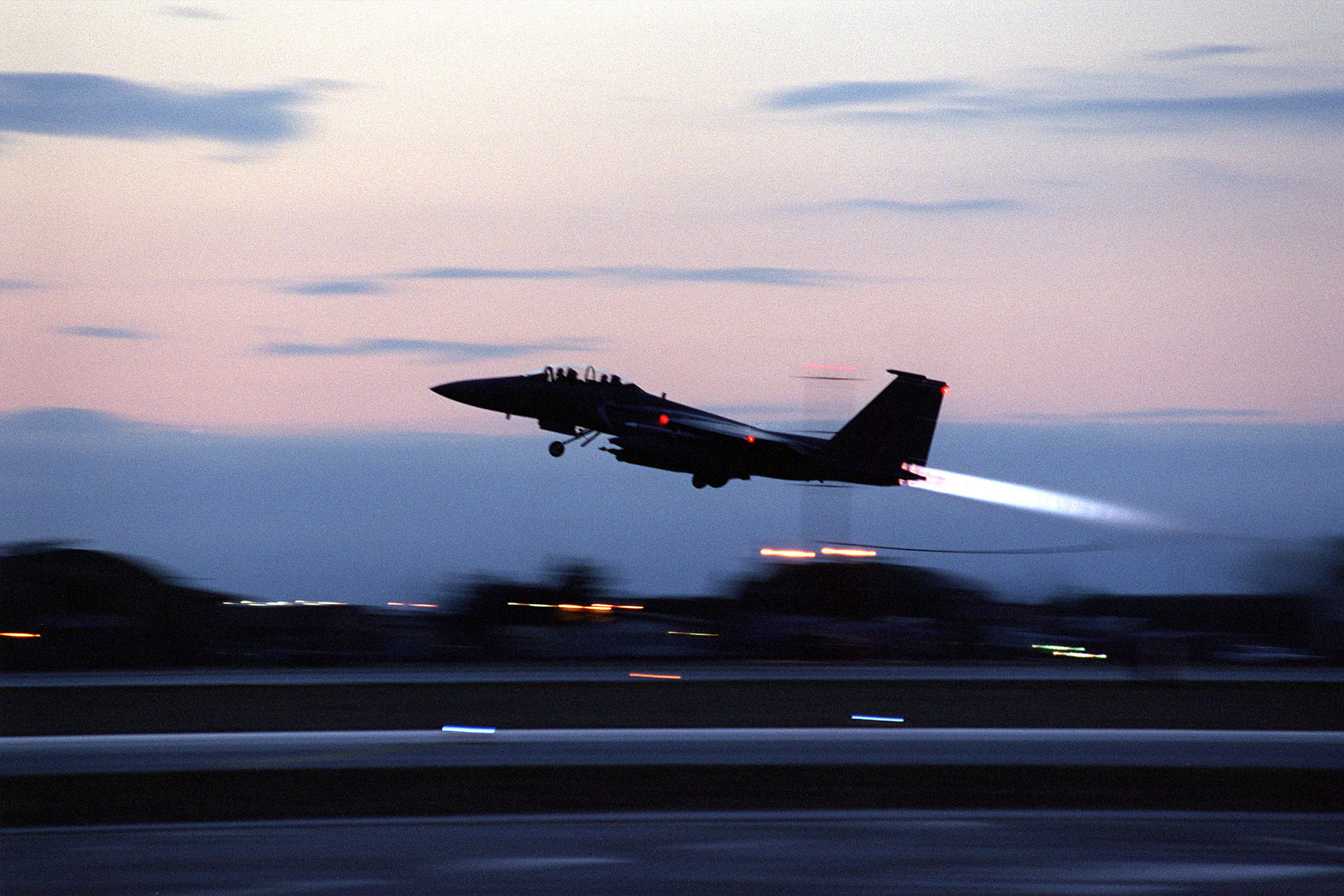
Kosovokriget

- 24 mars – 10 juni – Kosovokriget utkämpas.
- 24 mars – Nato-stridsflygplan inleder bombattacker mot militära mål i Jugoslavien, sedan Jugoslaviens president Slobodan Milošević under en längre tid vägrat godta en fredsplan för Kosovoprovinsen. Kosovoalbaner flyr till Albanien och Makedonien.
- April – Sveriges Television AB startar marksänd digital-tv i Sverige i TV-kanalerna SVT1, SVT2 och nystartade SVT24.
- 20 april – Den så kallade Columbinemassakern utförs på Columbine High School i Littleton i delstaten Colorado i USA. Två av skolans elever, Eric Harris (18) och Dylan Klebold (17), skjuter ihjäl 12 av sina skolkamrater och en lärare samt skadar 24 människor. Dådet sker vid lunchtid då de flesta elever är samlade i skolans matsal. Därefter begår Eric Harris och Dylan Klebold självmord.
- Maj - Indien angriper muslimsk gerilla i Kashmir, och striderna sprids över gränsen till Pakistan. Öppet krig mellan Indien och Pakistan hotar, medan gerillakriget fortsätter i flera månader.
- 28 maj – Två poliser skjuts till döds i Malexander i Östergötland av tre yrkeskriminella män som rånat en bank i Kisa.
- 10 juni – Nato slutar bomba Jugoslavien då Jugoslaviens president Slobodan Milošević accepterat Natos och EU:s krav för fredsuppgörelse i Kosovokonflikten. Samtidigt börjar civila fly Kosovoprovinsen.
- 17 augusti – En kraftig jordbävning i den befolkningstäta nordvästra delen av Turkiet kräver minst 15 000 människoliv och gör 100 000-tals hemlösa.
- 31 december – Boris Jeltsin avgår som president i Ryssland och efterträds av premiärminister Vladimir Putin.

## Trender
- Äventyrsresor från Sverige till exotiska resmål ökar snabbt.[4]
- Såpoperor i TV i Sverige.[5]
- I Sverige är nöjesvärlden vid 1990-talets slut, precis som runt år 1900, återigen uppdelad i stor spridning, efter att under 1900-talet varit relativt likriktad.[6]

## Födda
- 15 april 1990 - Emma Watson, brittisk skådespelerska.
- 31 maj 1990 - Eric Saade, svensk artist.
- 18 december 1990 - Victor Hedman, svensk ishockeyspelare.
- 17 februari 1991 - Ed Sheeran, brittisk sångare.
- 23 oktober 1991 - Emil Forsberg, svensk fotbollsspelare.
- 30 oktober 1991 - Artemij Panarin, rysk ishockeyspelare.